# 瓦雷讷 (索姆省)
瓦雷讷（法語：Varennes，法語發音：[vaʁɛn] ⓘ）是法国上法蘭西大區索姆省的一个市镇，属于亚眠区。

## 地理
瓦雷讷（50°2'59"N, 2°32'3"E）面积7.24 平方千米，位于法国上法蘭西大區索姆省，该省份为法国北部沿海省份，北起加来海峡省和北部省，西接滨海塞纳省和大西洋英吉利海峡，南至瓦兹省，东临埃纳省。
与瓦雷讷接壤的市镇（或旧市镇、城区）包括：阿舍昂纳米耶努瓦、福瑟维尔、阿尔蓬维尔、埃多库尔、莱阿尔维莱尔、图唐库尔、瓦卢瓦巴永。

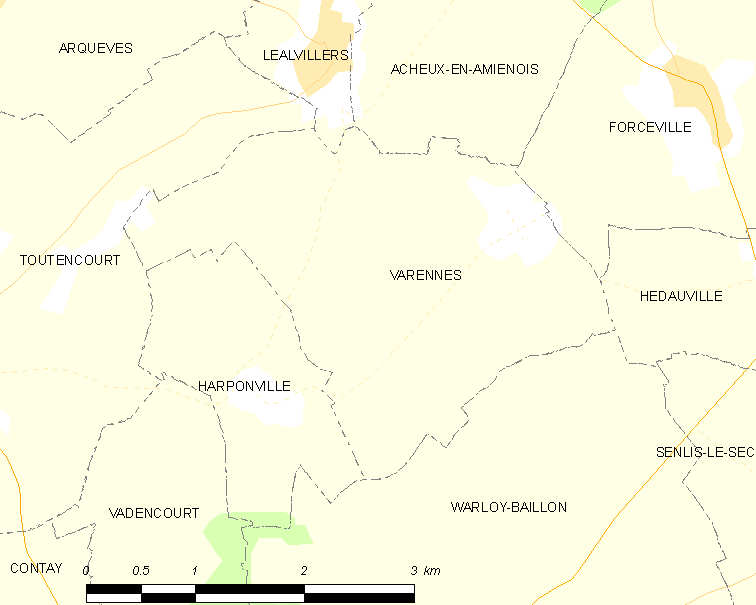
的OSM定位图

瓦雷讷的时区为UTC+01:00、UTC+02:00（夏令时）。

## 行政
瓦雷讷的邮政编码为80560，INSEE市镇编码为80776。

## 政治
瓦雷讷所属的省级选区为阿尔贝县。

## 人口

1962-2008年间人口变化图示

瓦雷讷于2022年1月1日时的人口数量为221人。